# Marco De Paolis
Marco De Paolis (Monza, 1959) è un magistrato italiano, dirige la procura generale militare presso la corte militare di appello. È considerato uno dei maggior esperti di istruttorie sui crimini di guerra in Europa.

## Biografia
Magistrato militare dal 1988, dal 2002 al 2008 dirige la procura della Repubblica presso il tribunale militare di La Spezia.
È noto per aver istruito diversi procedimenti per crimini di guerra perpetrati durante la seconda guerra mondiale con la scoperta del cosiddetto armadio della vergogna, avvenuta nel 1994. È stato pubblico ministero nei processi per le stragi nazifasciste di Civitella val di Chiana, Sant’Anna di Stazzema, Monte Sole-Marzabotto, Vinca,  e per l'eccidio di Cefalonia. Successivamente, dal 2010 al 2018, dirige la Procura militare della Repubblica di Roma.
Ha pubblicato alcuni saggi dedicati al diritto penale militare. Nel 2021 viene insignito in Germania dell’Ordine al Merito. Nel 2022 riceve il premio Exodus. Nel 2023 scrive il libro Caccia ai nazisti (prefazione di Liliana Segre, Rizzoli), in cui racconta la storia dei 500 procedimenti penali da lui istruiti a partire dal 2002, quando arrivarono sul suo tavolo, alla Procura Militare di La Spezia, 214 dei 695 fascicoli dell'armadio della vergogna. Nel suo libro, De Paolis descrive dettagliatamente la sua paziente attività di ricerca per trovare i nomi dei responsabili di eccidi che causarono la morte di 6.961 persone (su un totale di circa 25.000 civili, compresi donne e bambini di ogni età, uccisi per rappresaglia dai nazifascisti in Italia); lavoro che ha portato a 17 processi e 57 condanne all'ergastolo, permettendo finalmente di fare giustizia dopo oltre mezzo secolo di rimozione e occultamento; e ribadendo il fondamentale principio giuridico e morale della responsabilità individuale, anche nel caso di tragici fenomeni collettivi come quelli del '44 italiano.